# Federico Frezzi

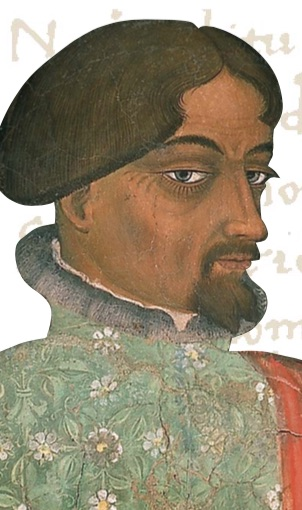
Federico Frezzi

Federico Frezzi (Foligno, ca. 1346 - Konstanz, 1416) was een Italiaans dichter en geestelijke.
Frezzi trad in in de orde der dominicanen. Hij studeerde in Florence aan de Santa Maria Novella. Later wijdde hij zich aan het onderwijs: hij was hoogleraar in de theologie te Florence (1374-1375), Pisa (1378) en Bologna (1387-1390) en was prior van verschillende kloosters.
Hij werd in 1403 bisschop van Foligno.
Frezzi schreef het allegorische werk Quadriregio (1403), een leerdicht waarin hij tot de conclusie komt dat de waarheid pas na veel lijden is te doorgronden.
Zijn werk vertoont invloeden van Dante en Petrarca.
- Biblioteca Nacional de España: XX1670383
- Bibliothèque nationale de France: cb13325796h (data)
- Gemeinsame Normdatei: 100126790
- International Standard Name Identifier: 0000 0001 0880 0924
- Library of Congress Control Number: n85224865
- Nationale Bibliotheek van Tsjechië: mub2018997946
- Nationale bibliotheek van Australië: 36011774
- Nationale Bibliotheek van Israël: 987007275866105171
- Nederlandse Thesaurus van Auteursnamen: 188834117
- Réseau des bibliothèques de Suisse occidentale: 02-A003263868
- Istituto Centrale per il Catalogo Unico: IEIV017568
- Système universitaire de documentation: 035630337
- Trove: 1184852
- Virtual International Authority File: 24747090
- WorldCat: E39PBJwdhYbV9Cq6TRKtKwG8md